# Centerville (comté de Washington, Pennsylvanie)
Pour les articles homonymes, voir Centerville.
Centerville est un borough situé au sud-est du comté de Washington, en Pennsylvanie, aux États-Unis,. En 2010, il comptait une population de 3 263 habitants, estimée au 1er juillet 2020 à 3 241 habitants. Le borough est fondé en 1895.

## Démographie
Lors du recensement de 2010, le borough comptait une population de 3 263 habitants. Elle est estimée, en 2020, à 3 241 habitants.